# Marie-Hélène Aarestrup
Marie-Hélène Aarestrup (Flekkefjord, 27 maggio 1826 – Parigi, 9 giugno 1919) è stata una pittrice norvegese.

## Biografia
Si formò a Bergen, a Parigi e a Düsseldorf. Espose per la prima volta ad Oslo nel 1863. Stabilitasi a Parigi, si affermò come pittrice di genere, di nature morte e di ritratti.